# Cour suprême de Norvège
Pour les autres articles nationaux ou selon les autres juridictions, voir Cour suprême.
La Cour suprême de Norvège (en norvégien bokmål : Norges Høyesterett, en nynorsk : Noregs Høgsterett) est la plus haute juridiction du pays. Créée en 1815 sur la base de la Constitution de la Norvège, elle est située à Oslo.
En plus de servir de cour d'appel finale pour les affaires civiles et pénales, elle peut également décider si le gouvernement a agi en conformité avec la loi norvégienne, et si le législateur a adopté une loi conforme à la constitution (contrôle juridictionnel).

## Histoire

### Création
À la suite du traité de Kiel signé début 1814, l'union dano-norvégienne en place est dissoute. Alors qu'elle doit être cédée à la Suède, la Norvège déclare son indépendance en mai et écrit une constitution dans la foulée, datée du 17 mai 1814. Malgré un conflit armé pendant l'été qui se solde par la défaite de l'éphémère Royaume de Norvège et la création d'une union avec la Suède, la Norvège conserve son parlement et sa constitution. 
Les six articles (de 87 à 92) de la section sur le pouvoir judiciaire (Om den dømmende Magt) décrivent le rôle et les modalités de la Cour suprême (Høiesteret). L'article 89 en particulier stipule que « Dès que possible, une Cour suprême sera organisée ».
Le 25 mai, le roi Christian Frederik, nouvellement élu, ordonne au ministre Sommerhielm de préparer une proposition pour l'organisation de la Cour. Celle-ci est présentée le 30 août. La nomination des membres a lieu le 27 septembre. Le président est Johan Randulf Bull (en). Les six membres sont Hans Hagerup Falbe (en), Peter Collett (en), Jørgen Mandix (en), Jens Peter Debes (en), Andreas Aagaard Kiønig (en) et Frederik Motzfeldt (en).
Le 4 novembre, la Constitution de novembre (no) est modifiée. L'article 88 stipule alors que la Cour suprême juge en dernier ressort (Høiesteret dømmer i sidste Instants).
Après l'abandon du traitement d'une première affaire en novembre 1814 par manque d'organisation et de préparation, la première réunion de cette institution a lieu le 30 juin 1815. Quelques semaines auparavant, le 9 juin 1815, le Conseil d’État (Statsråd) avait adopté le règlement de la Cour suprême.

### Début du20esiècle
Au cours du 20e siècle, plusieurs lois font évoluer le fonctionnement de la Cour suprême. En 1915, la Domstolsloven oblige la Cour à publier des rapports sur des décisions, qui incluent les avis des membres sur les affaires qu'ils traitent et leur vote. En 1926, la Loi sur la Séance plénière (Plenumsloven) autorise la Cour à organiser une séance plénière (en) si au moins deux juges pensent qu'ils pourraient prendre une décision qui rentre en conflit avec une loi existante ou un jugement antérieur de la Cour.

### Seconde Guerre mondiale
Le 9 avril 1940, la Norvège est envahie par l'Allemagne nazie.
Le 15 avril, la Cour suprême décide la création du Conseil d'administration (en), motivé par le désir de s'opposer au gouvernement national auto-proclamé dirigé par l'homme politique collaborateur des Nazis, Vidkun Quisling.
Le 15 juin, la Cour promulgue un décret qui indique que la fuite du roi Haakon VII n'est pas synonyme d'abdication ou de perte de son autorité.
En décembre 1940, le nouveau gouvernement (Reichskommisariat) souhaite passer une loi sur l'âge de départ à la retraite. Il envoie une lettre à la Cour suprême pour indiquer que celle-ci n'a pas l'autorité requise pour effectuer un contrôle juridique sur cette loi. Le 12 décembre, en réponse, les juges écrivent une lettre indiquant qu'ils démissionneront s'ils ne peuvent pas remplir leur devoir. Le 18 décembre, ils publient une autre lettre, indiquant qu'ils quitteraient tous leur poste avant le 21.
En janvier 1941, le gouvernement d'occupation nomme de nouveaux juges en remplacement.
À la fin de la guerre en mai 1945, ces juges d'occupation sont emprisonnés en tant que traitres.
Le premier cas que la nouvelle Cour traite est le suivant : les décrets émis par le gouvernement en exil sont-ils ou non conformes à la Constitution ? Jusqu'au milieu des années 1950, la Cour traite 1 800 cas liés à la guerre.

### Depuis la guerre
En 1968, Lilly Bølviken est la première femme nommée juge de la Cour Suprême.
La loi de procédure criminelle (Straffeprosessloven) de 1981 modifie la procédure et les conditions d'appel devant la Cour,. 
En 1995, la procédure criminelle est à nouveau réformée. Auparavant, les demandes en appel des affaires criminelles au niveau des cours de district contournaient les cours d'appel pour être directement soumises à la Cour suprême. Même si cela permettait une importante conformité légale, seul un faible nombre de cas étaient étudiés. La réforme établit les cours de district comme un échelon intermédiaire dans le processus.

## Fonctionnement

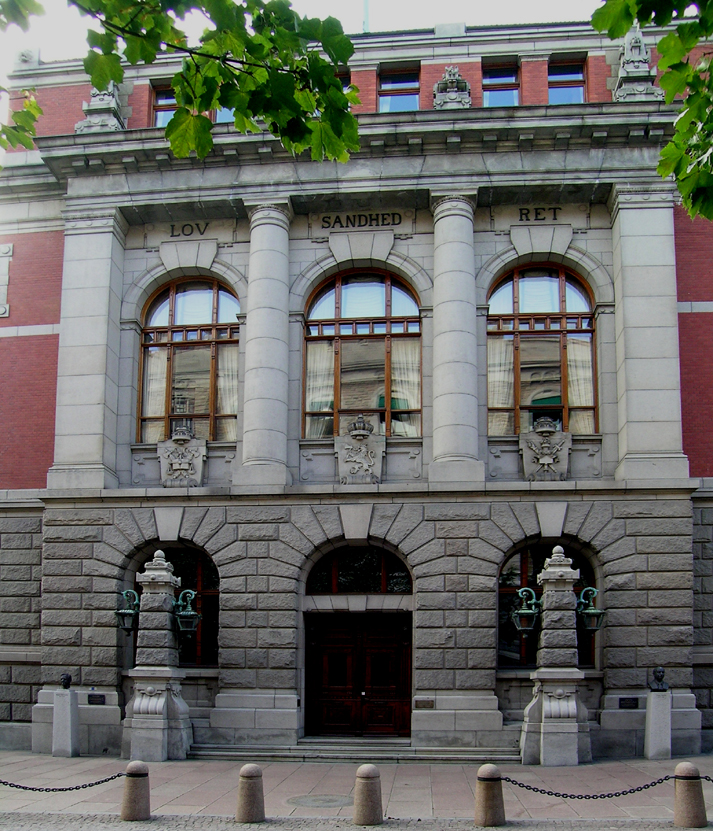
Entrée de la Cour suprême de Norvège.

La Cour suprême peut prononcer un jugement dans des affaires civiles et des affaires pénales. Elle a émis des jugements concernant la peine de mort quand celle-ci était encore en vigueur. Elle possède aussi un pouvoir de contrôle juridictionnel, donc de valider les lois du Storting et les décisions du gouvernement. Celui-ci émerge rapidement et est relevé officiellement pour la première fois en 1866, alors même que la Constitution de 1814 ne mentionne pas ce rôle. La Norvège est le premier pays européen à adopter cette pratique. Avec la ratification de traités européens sur l'économie ou les droits humains à partir des années 1990, la Cour peut aussi juger de la conformité des lois norvégiennes avec ces textes supranationaux.
Des membres de la Cour suprême, au côté de membres du Lagtinget (no), participent également à la Cour de destitution (no), qui juge des infractions pénales commises par des membres du gouvernement (Cabinet, Storting) dans l'exercice de leurs fonctions. A la suite d'un amendement constitutionnel en 1932, le nombre de juges concernés passe de 9 à 5. Le dernier cas remonte à 1927.
Les conclusions des affaires examinées par la Cour doivent être enregistrées dans le dossier d'opinion de la cour. Elles sont publiées dans le Juridisk Reportorium de 1818 à 1823, dans Juridiske Samliger de 1826 à 1830, dans le Journal juridique norvégien (Norsk Retstidende (en)) à partir de 1836. Le journal devient numérique en 2015. Depuis 2000, les décisions sont aussi disponibles sur le site internet de la Cour. Après plusieurs votes au Storting, la loi du 11 avril 1863 oblige les opinions de chaque juge à être rendus publics.

### Exemples de décisions notables
- En 2000, la Cour examine pour la première fois une affaire dans laquelle la loi norvégienne entre en conflit avec les obligations internationales de la Norvège[27]. Celle-ci concerne l'indemnisation de Veronika Finanger, devenue invalide à la suite d'un accident de voiture en 1995 causé par son ami conduction, ivre. La connaissance de l'état d'ivresse du conducteur amenait à une réduction de l'indemnisation dans la loi norvégienne, ce qui n'est pas le cas dans la réglementation de l'Espace économique européen, dont fait partie la Norvège depuis 1994[28]. La Cour reconnait l'existence du conflit[29], et un amendement déposé en 2001 modifie l’article 7 de la Loi sur la responsabilité civile automobile (Bilansvarslova)[30].

- En 2020[31], la Cour examine l'affaire People v Arctic Oil, son premier cas de « litige climatique ». Il oppose des organisations environnementales au ministère de l'Énergie, accusé d'avoir délivré des permis d'exploitation de pétrole et de gaz, ce qui entrerait en conflit avec l'article 112 de la Constitution (sur le droit à un environnement sain). En séance plénière, la Cour donne raison à l’État et maintient les permis[32].

- En 2021[33], la Cour suprême invalide des licences d'exploitation de parcs éoliens à Fosen car ils interfèrent avec le droit du peuple Sami à pratiquer sa culture, les turbines se trouvant sur des zones servant historiquement à l'élevage de rennes[34].

## Localisation
Lors de sa création en 1815, la Cour suprême ne trouve pas de lieu dédié dans lequel s'installer. Le juge Johan Bull demande au Storting l'autorisation d'utiliser la Chambre du Lagting, l'une des deux chambres du parlement quand elle n'est pas en session. La Cour s'installe alors dans la bibliothèque de l'école de la cathédrale d'Oslo. Comme les hivers sont froids, la Cour passe une partie de l'année dans le Stiftsgården (no).

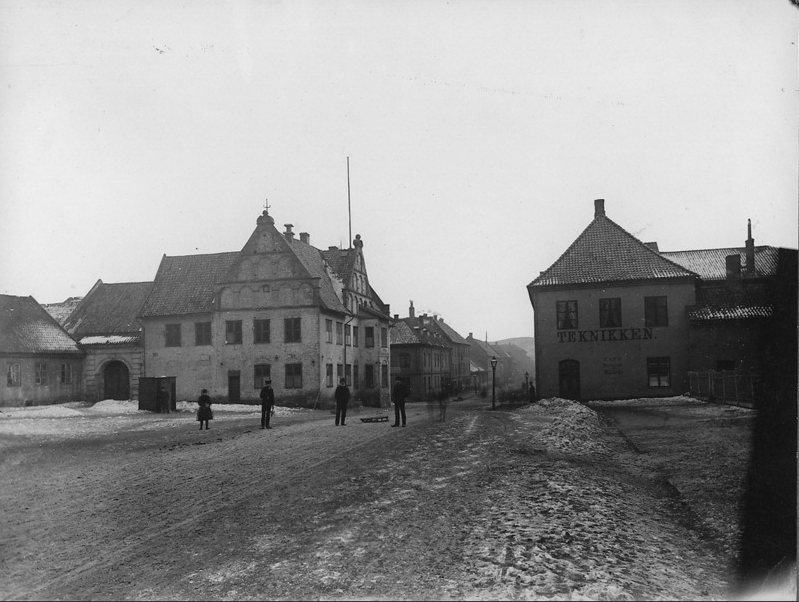
Le Teknikken, à droite, vers 1890-1895.

De 1821 à 1846, la Cour est installée au deuxième étage du Teknikken, un bâtiment de la place Christiania. Les locaux sont trop petits, et la température mal gérée. En 1826, le budget du gouvernement propose de construire un bâtiment dédié mais la mesure est refusée. Une nouvelle proposition dans les années 1830 de construire un bâtiment commun au Storting et à la Cour est à nouveau rejetée.
En 1846, la Cour emménage au 18B de Dronningens gate (no), après que le bâtiment soit proposé par la veuve Bølling. Le contrat s'étend jusqu'en 1898.

### Bâtiment actuel

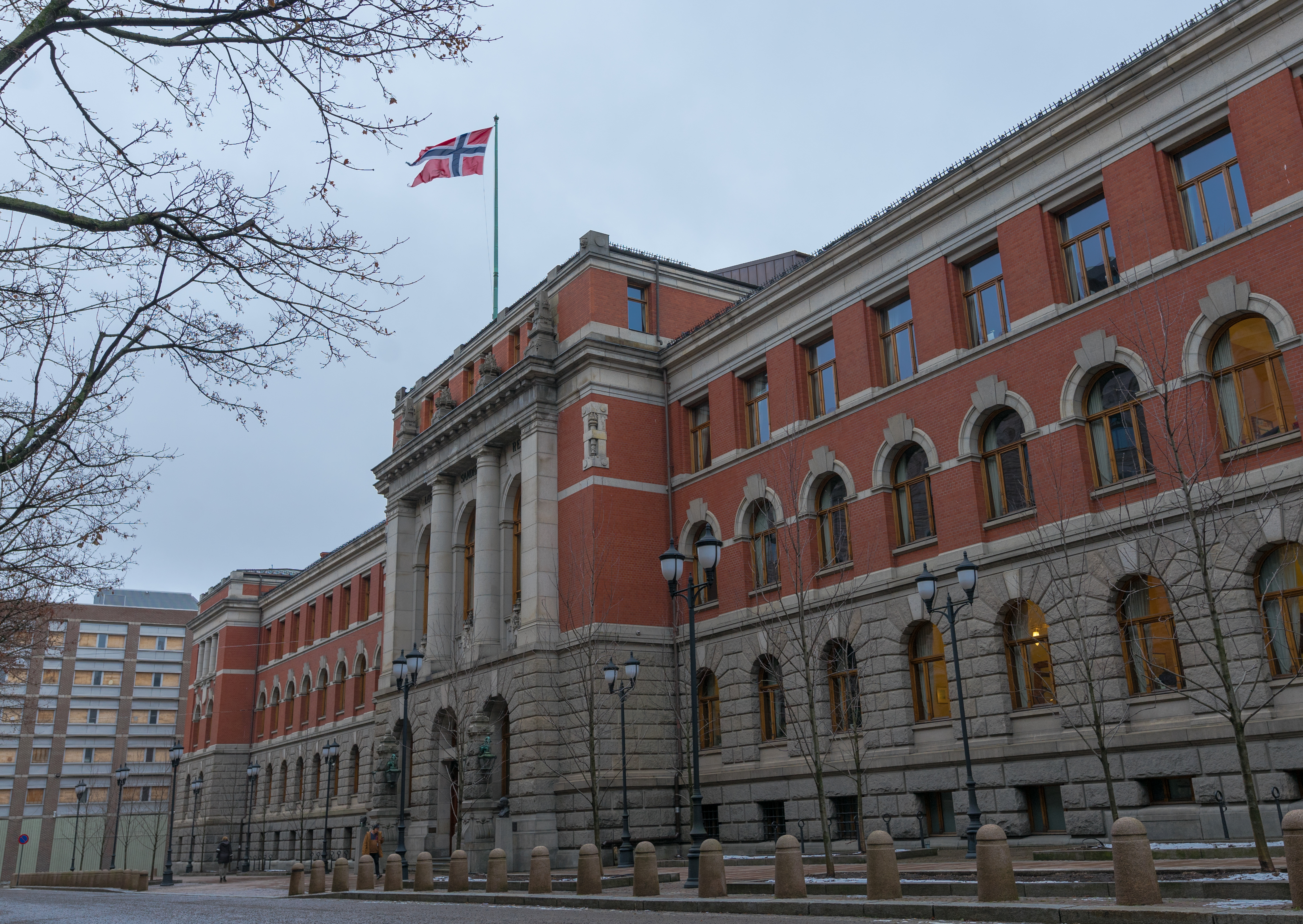
Bâtiment de la Cour Suprême.

En 1895, un concours est lancé pour construire un bâtiment abritant la Cour suprême, la Cour d'appel d'Oslo et d'Akerhus et la Cour de district. C'est la candidature de Hans Jacob Sparre (en) qui est retenue. Pendant la construction, entre 1898 et 1903, la Cour siège au Paléet (no), un bâtiment détruit depuis à la suite d'un incendie en 1942.
Avec le temps, le bâtiment s'avère trop petit pour les trois institutions. Dans les années 1930, un bâtiment adjacent est construit[Lequel ?].
Lors de travaux réalisés à partir de 1991, la salle d'audience de la Cour d'appel devient une salle pour la seconde division de la Cour Suprême, et la salle d'audience municipale devient une lieu de réception et de réunion pour la Cour suprême.

## Composition

### Nomination
Pour être éligibles, les candidats doivent être âgés de 30 ans (§ 91 de la Constitution), avoir la nationalité norvégienne (§ 114) et être titulaire d'un diplôme ou d'une maîtrise en droit (§ 54 de la Domstolloven). Ils sont évalués et classés par le Conseil de nomination (Innstillingsrådet for dommere (no)), puis nommés par le roi.
Depuis le Domstolloven (Loi sur les tribunaux) de 1915, les femmes peuvent être nommées comme juges. La première femme nommée à la Cour suprême est Lilly Bølviken, en 1968. La première femme à occuper le poste de présidente est Toril Marie Øie nommée en mars 2016.

### Composition actuelle
En mars 2025, la Cour est composée de 21 membres. Les juges doivent prendre leur retraite lorsqu'ils atteignent l'âge de 70 ans.
| Nom                                             | Année de naissance | Début de mandat                | Terme de mandat |
| ----------------------------------------------- | ------------------ | ------------------------------ | --------------- |
| Toril Marie Øie (Présidente de la Cour suprême) | 1960               | 2004 (2016 pour la présidence) | 2030            |
| Wilhelm Matheson (en)                           | 1955               | 2009                           | 2025            |
| Arne Ringnes (en)                               | 1955               | 2014                           | 2025            |
| Hilde Indreberg (en)                            | 1957               | 2007                           | 2027            |
| Henrik Bull (en)                                | 1957               | 2011                           | 2027            |
| Per Erik Bergsjø (en)                           | 1958               | 2012                           | 2028            |
| Wenche Elizabeth Arntzen (en)                   | 1959               | 2014                           | 2029            |
| Ragnhild Noer (en)                              | 1959               | 2010                           | 2029            |
| Espen Bergh (en)                                | 1961               | 2016                           | 2031            |
| Erik Thyness (en)                               | 1961               | 2019                           | 2031            |
| Ingvald Falch (en)                              | 1963               | 2015                           | 2033            |
| Christian Lund (no)                             | 1963               | 2024                           | 2033            |
| Aage Thor Falkanger (no)                        | 1965               | 2010                           | 2035            |
| Bergljot Webster (en)                           | 1966               | 2009                           | 2036            |
| Are Stenvik (no)                                | 1966               | 2023                           | 2036            |
| Thom Arne Hellerslia (no)                       | 1967               | 2023                           | 2037            |
| Eyvin Sivertsen (no)                            | 1969               | 2024                           | 2039            |
| Borgar Høgetveit Berg (en)                      | 1970               | 2017                           | 2040            |
| Knut Erik Sæther (no)                           | 1970               | 2021                           | 2040            |
| Cecilie Østensen Berglund (en)                  | 1971               | 2017                           | 2041            |
| Kine Elisabeth Steinsvik (en)                   | 1976               | 2019                           | 2046            |

### Liste des présidents
| No | Portrait                                                                           | Identité                                          | Période       | Période                        | Durée                      |
| No | Portrait                                                                           | Identité                                          | Début         | Fin                            | Durée                      |
| -- | ---------------------------------------------------------------------------------- | ------------------------------------------------- | ------------- | ------------------------------ | -------------------------- |
| 1  | Johan Randulf Bull, 1819.                                                          | Johan Randulf Bull (en) (1749 - 1829)             | 1814          | 1827                           | 13 ans                     |
| 2  | Christian Magnus Falsen                                                            | Christian Magnus Falsen (en) (1782 - 1830)        | 1827          | 1830                           | 3 ans                      |
| 3  | Jørgen Mandix                                                                      | Jørgen Mandix (en) (1759 - 1835)                  | 1831          | 1835                           | 4 ans                      |
| 4  | Georg Jacob Bull                                                                   | Georg Jacob Bull (en) (1785 - 1854)               | 1836          | 1854 (mort en cours de mandat) | 18 ans                     |
| 5  | Peder Carl Lasson                                                                  | Peder Carl Lasson (en) (1798 - 1873)              | 1855          | 1873                           | 18 ans                     |
| 6  | Hans Gerhard Meldahl                                                               | Hans Gerhard Meldahl (en) (1815 - 1877)           | 1874          | 1877                           | 3 ans                      |
| 7  | Iver Steen Thomle                                                                  | Iver Steen Thomle (en) (1812 - 1889)              | 1878          | 1886                           | 8 ans                      |
| 8  | Pas de portrait sous licence libre disponible pour Morten Diderik Emil Lambrechts. | Morten Diderik Emil Lambrechts (en) (1824 - 1900) | 1887          | 1900                           | 13 ans                     |
| 9  | Einar Løchen                                                                       | Einar Løchen (en) (1850 - 1908)                   | 1900          | 1908 (mort en cours de mandat) | 8 ans                      |
| 10 | Karenus Kristofer Thinn                                                            | Karenus Kristofer Thinn (en) (1850 - 1942)        | 1909          | 1920                           | 11 ans                     |
| 11 | Herman Scheel                                                                      | Herman Scheel (en) (1859 - 1956)                  | 1920          | 1929                           | 9 ans                      |
| 12 | Paal Berg                                                                          | Paal Berg (en) (1873 - 1968)                      | 1929          | 1946                           | 17 ans                     |
| 13 | Emil Stang d.y.                                                                    | Emil Stang d.y. (en) (1882 - 1964)                | 1946          | 1952                           | 6 ans                      |
| 14 | Pas de portrait sous licence libre disponible pour Sverre Grette.                  | Sverre Grette (en) (1888 - 1959)                  | 1952          | 1958                           | 6 ans                      |
| 15 | Terje Wold                                                                         | Terje Wold (en) (1899 - 1972)                     | 1958          | 1969                           | 11 ans                     |
| 16 | Rolv Ryssdal                                                                       | Rolv Ryssdal (1914 - 1998)                        | 1969          | 1984                           | 15 ans                     |
| 17 | Pas de portrait sous licence libre disponible pour Erling Sandene.                 | Erling Sandene (1921 - 2015)                      | 1984          | 1er mai 1991                   | 7 ans                      |
| 18 | Pas de portrait sous licence libre disponible pour Carsten Smith.                  | Carsten Smith (en) (né en 1932)                   | 1er mai 1991  | 1er août 2002                  | 11 ans et 3 mois           |
| 19 | Pas de portrait sous licence libre disponible pour Tore Schei.                     | Tore Schei (en) (né en 1946)                      | 1er août 2002 | 29 février 2016                | 13 ans, 6 mois et 28 jours |
| 20 | Toril Marie Øie, 15 février 2018.                                                  | Toril Marie Øie (née en 1960)                     | 1er mars 2016 | En cours                       | 9 ans, 1 mois et 27 jours  |